# Catherine Tasca
Pour les articles homonymes, voir Tasca.
Catherine Tasca, née le 13 décembre 1941 à Lyon, est une femme politique française.
Membre du Parti socialiste, elle est plusieurs fois membre des gouvernements Rocard, Cresson et Bérégovoy, avant  puis ministre de la Culture entre 2000 et 2002. De 2004 à 2017, elle siège comme sénatrice des Yvelines.

## Biographie

### Jeunesse et études
Catherine Tasca est la fille d'Angelo Tasca, ancien dirigeant communiste puis socialiste italien, passé au service du gouvernement de Vichy et peu inquiété à la Libération en raison de services rendus également à la Résistance.
Elle est diplômée de l'Institut d'études politiques de Paris en 1963, dans la section Service public. Elle est ensuite reçue à l'École nationale d'administration, diplômée de la promotion Marcel Proust (1965-1967). 

### Parcours professionnel
Elle est nommée à la direction des Arts et des Lettres, sous André Malraux, et s'occupe des Maisons de la Culture. En 1973, elle devient directrice générale de la Maison de la Culture de Grenoble. Elle quitte cette fonction en 1977 pour devenir chargée de mission à l'Office national de diffusion artistique pendant un an.
En 1978, et jusqu'en 1982, elle est administratrice générale de l'Ensemble inter-contemporain de Pierre Boulez. De 1982 à 1986, elle est codirectrice administrative du théâtre des Amandiers à Nanterre avec Patrice Chéreau.
En 1986, elle est nommée par François Mitterrand à la Commission nationale de la communication et des libertés (CNCL, ancêtre du CSA). Elle y demeure jusqu'en 1989.
De 1993 à 1997, elle est conseillère d'André Rousselet à Canal+ et présidente de Canal Horizons (groupe Générale des eaux, futur Vivendi).
Jusqu'en 2014, elle est présidente du festival international du théâtre de rue d'Aurillac.

## Parcours politique

### Débuts
Elle fut membre du Parti socialiste unifié dirigé par Michel Rocard, avant de rejoindre le Parti socialiste dirigé par François Mitterrand, membre du Siècle, un des cercles les plus influents.

### Premier passage au gouvernement
Catherine Tasca devient ministre déléguée chargée de la Communication, auprès Jack Lang dans premier et deuxième gouvernement de Michel Rocard.
Elle permet, par la loi du 17 janvier 1989, dite « Loi Tasca », d'une part, la réaffirmation du monopole de l’État sur l'espace hertzien et, d'autre part, le renforcement du secteur public de l'audiovisuel sous la tutelle du CSA, qui remplace la CNCL. Le CSA a le pouvoir de délivrer et retirer les autorisations d'exploitation et d'émission des chaînes. De plus, il veille au respect des obligations décrétées en matière de diffusion de films et d’œuvres audiovisuelles françaises et européennes.
Elle introduit, par le décret n°90-66 du 17 janvier 1990, dit « décret Tasca », des quotas d’œuvres européennes aux chaînes audiovisuelles et au cinéma, en termes de diffusion et de contribution à la production. Pour renforcer l'exception culturelle française, ce décret imposait aux chaînes l’obligation de diffuser au moins 50 % d’œuvres audiovisuelles francophones et 60 % d’œuvres audiovisuelles d’origine communautaire.
En tant que titulaire de ce poste, elle est également à l'origine du décret n°90-666 du 25 juillet 1990, exigeant que « lorsque des œuvres sont réalisées avec des moyens vidéo haute définition, elles doivent l'être selon les normes européennes. »
En 1991, elle accède au poste de ministre déléguée à la Francophonie, auprès du ministre des Affaires étrangères dans le gouvernement Édith Cresson. Sous le gouvernement suivant, celui de Pierre Bérégovoy, elle est secrétaire d'État à la Francophonie et aux Relations culturelles extérieures.

### Arrivée au Palais Bourbon
En juin 1997, elle est élue députée de la 11e circonscription des Yvelines, succédant à Guy Malandain, maire de Trappes. Elle siège au sein du groupe socialiste (SOC). 
De juin 1997 à avril 2000, elle est la présidente de la commission des Lois constitutionnelles, de la Législation et de l'Administration générale de la République, devenant la première femme à accéder à cette fonction. Sous sa présidence, le projet de loi constitutionnelle sur la parité et le projet de loi sur le PACS sont adoptés.
Lors de la législature, elle est vice-présidente à partir d'octobre 1997 puis présidente en mai 1999 de l'Office parlementaire d'évaluation de la législation. Entre mai 1999 à avril 2000, Catherine Tasca est membre de la commission d'enquête sur le fonctionnement des forces de sécurité en Corse, mais aussi de février à mars 2000 de la commission d'enquête sur la situation dans les prisons françaises.
Son suppléant Guy Malandin lui succède un mois après sa nomination au gouvernement.

### Retour en tant que ministre de la Culture
Catherine Tasca revient au gouvernement dans le dernier remaniement du 27 mars 2000 qui avait porté au pouvoir la Gauche plurielle à la suite des élections législatives de 1997. C'est la première et unique fois qu'elle obtient un ministère de pleine exercice, et devient ministre de la Culture et de la Communication du gouvernement Lionel Jospin. Son entrée avait été voulue pour contrebalancer l'arrivée de Laurent Fabius[réf. souhaitée] ; elle succède à Catherine Trautmann. 
En octobre 2000, elle présente un projet de loi pour réguler la pratique des nouvelles formes d'abonnement au cinéma, et présente en janvier 2001 un projet de loi de taxation de produits et supports numériques en vertu de la protection des droits d'auteur.

### Sénatrice des Yvelines
Elle est élue sénatrice des Yvelines lors du renouvellement du 26 septembre 2004, et arrive en deuxième place avec une liste d'union comprenant le PS, le PCF et le PRG. Elle obtient 24,22 % des voix.
Ainsi, elle est membre de la commission des Affaires étrangères, de la Défense et des Forces armées, mais aussi de la délégation parlementaire pour l'Union européenne, et vice-présidente du groupe socialiste. Elle est élue vice présidente du Sénat en 2008.
En 2011, elle est de nouveau tête de liste, cette fois-ci en alliance avec EELV et le PRG. Elle gagne un siège, avec 26,16 % des voix. Elle est élue le 16 novembre 2011 présidente du Comité de déontologie parlementaire du Sénat, et ce jusqu'au 30 septembre 2014.
La sénatrice est aussi vice-présidente de la commission des lois constitutionnelles, de législation, du suffrage universel, du Règlement et d'administration générale du 1er octobre 2011 au 7 octobre 2014, et vice-présidente de la Délégation sénatoriale à l'outre-mer du 7 décembre 2011 au 30 septembre 2014.
À partir du 8 octobre 2014, elle est secrétaire du Sénat, fonction qu'elle occupe jusqu'à son départ. 
Catherine Tasca décide de ne pas se représenter en 2017.

## Prises de position
Elle critique sévèrement la gestion et la programmation de Philippe Guilhaume, le président de France 2 et France 3, nommé par le CSA.
En mars 2002, après ses critiques à l'égard de Silvio Berlusconi, l'inauguration du Salon du Livre de Paris est marquée par des incidents. En réaction, elle est l'objet des critiques virulentes de la part de Vittorio Sgarbi, historien de l'art et à l'époque sous-secrétaire aux Biens culturels du gouvernement Berlusconi.

## Décorations
- Grande officière de l'ordre du Mérite de la République italienne (1990)[8].